# Знойле (община Толмин)
Вижте пояснителната страница за други значения на Знойле.
Знойле (на словенски: Znojile) е село в Словения, регион Горишка, община Толмин. Според Националната статистическа служба на Република Словения през 2015 г. селото има 12 жители.